# Бюльбюль червоногузий
Бюльбю́ль червоногузий (Pycnonotus jocosus) — вид горобцеподібних птахів родини бюльбюлевих (Pycnonotidae). Мешкає в Південній і Південно-Східній Азії, був інтродукований в різних частинах світу, зокрема в Австралії, США та на Маскаренських островах.

## Опис

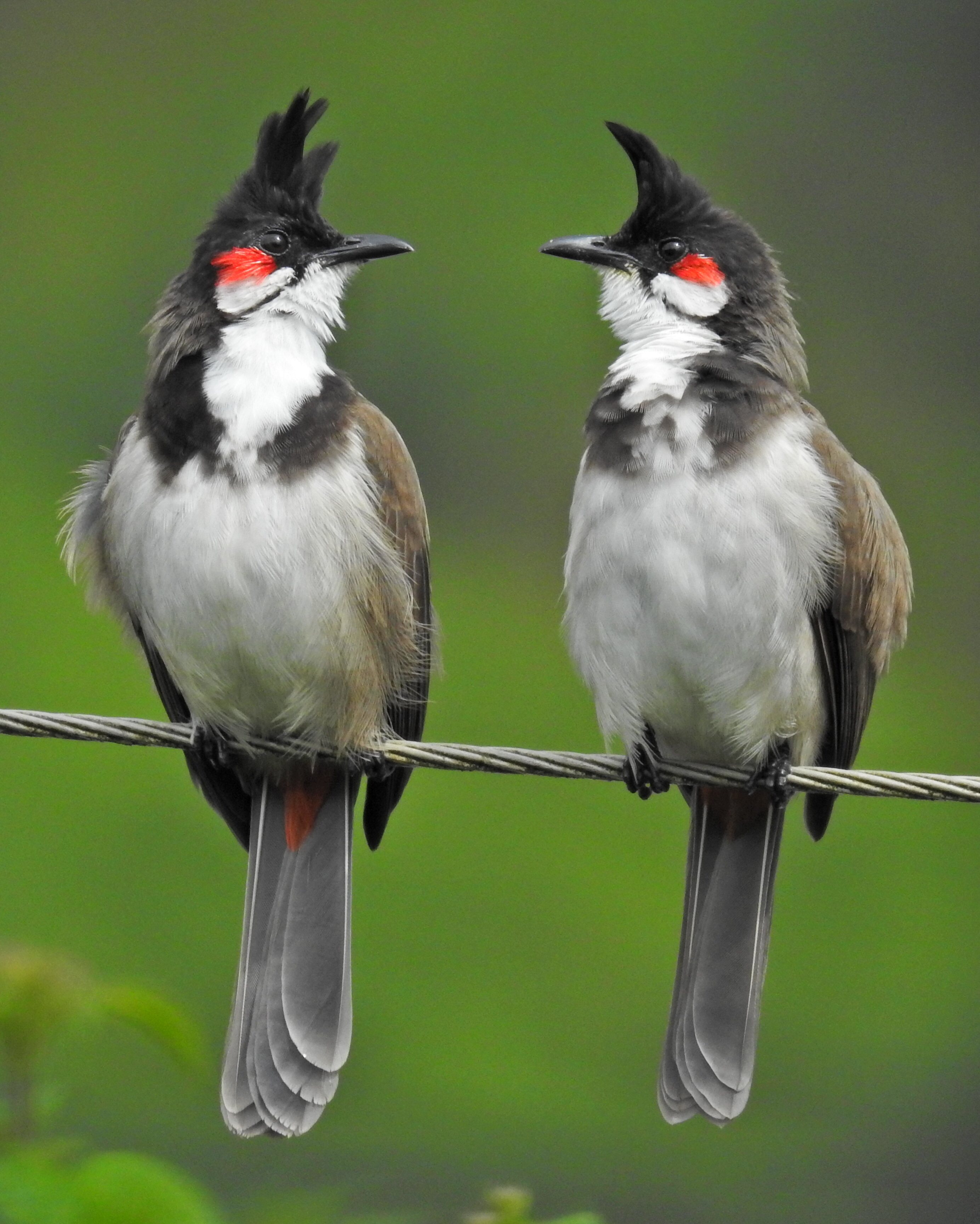
Пара червоногузих бюльбюлів

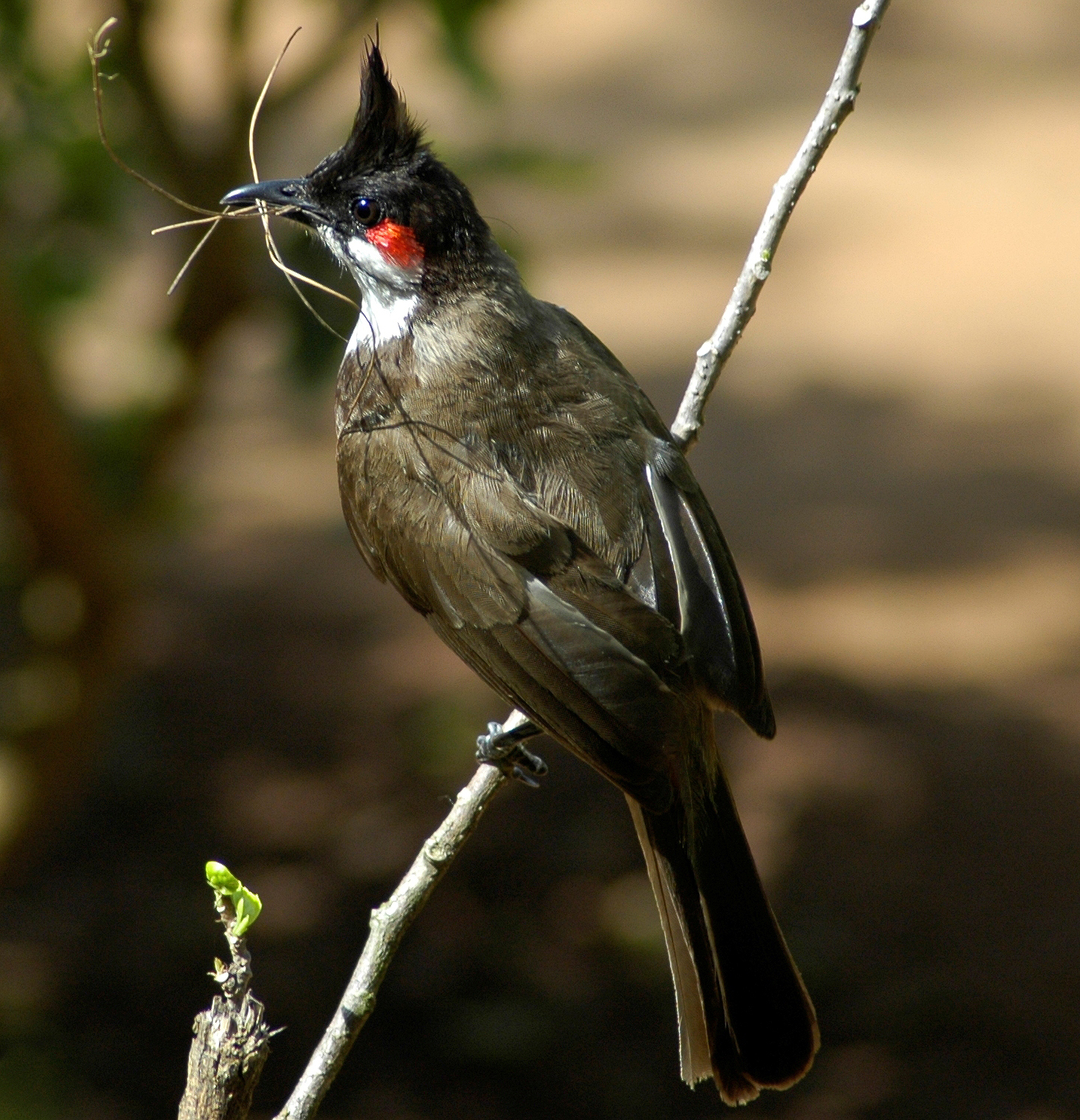
Червоногузий бюльбюль (Карнатака, Індія)

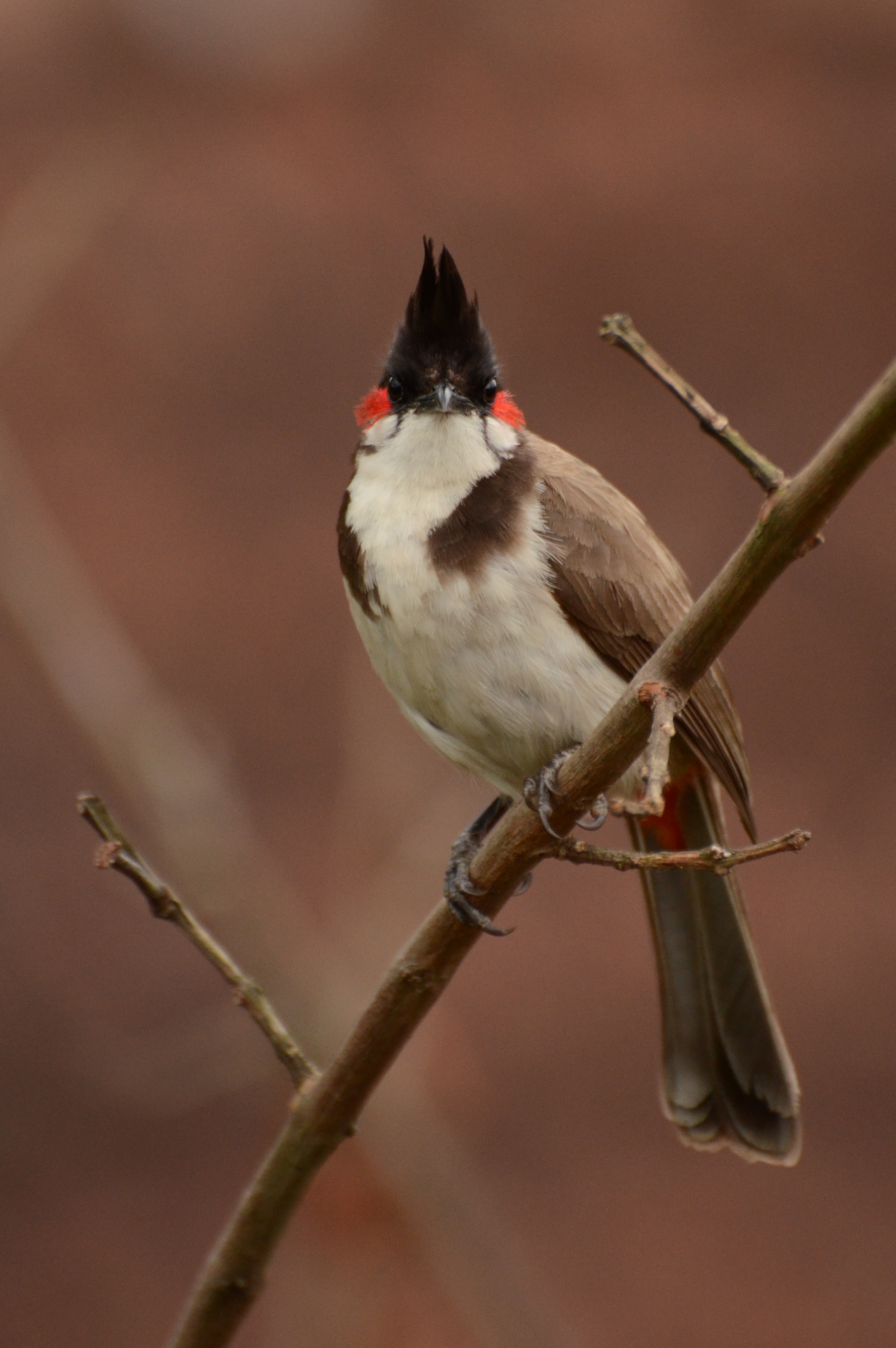
Червоногузий бюльбюль

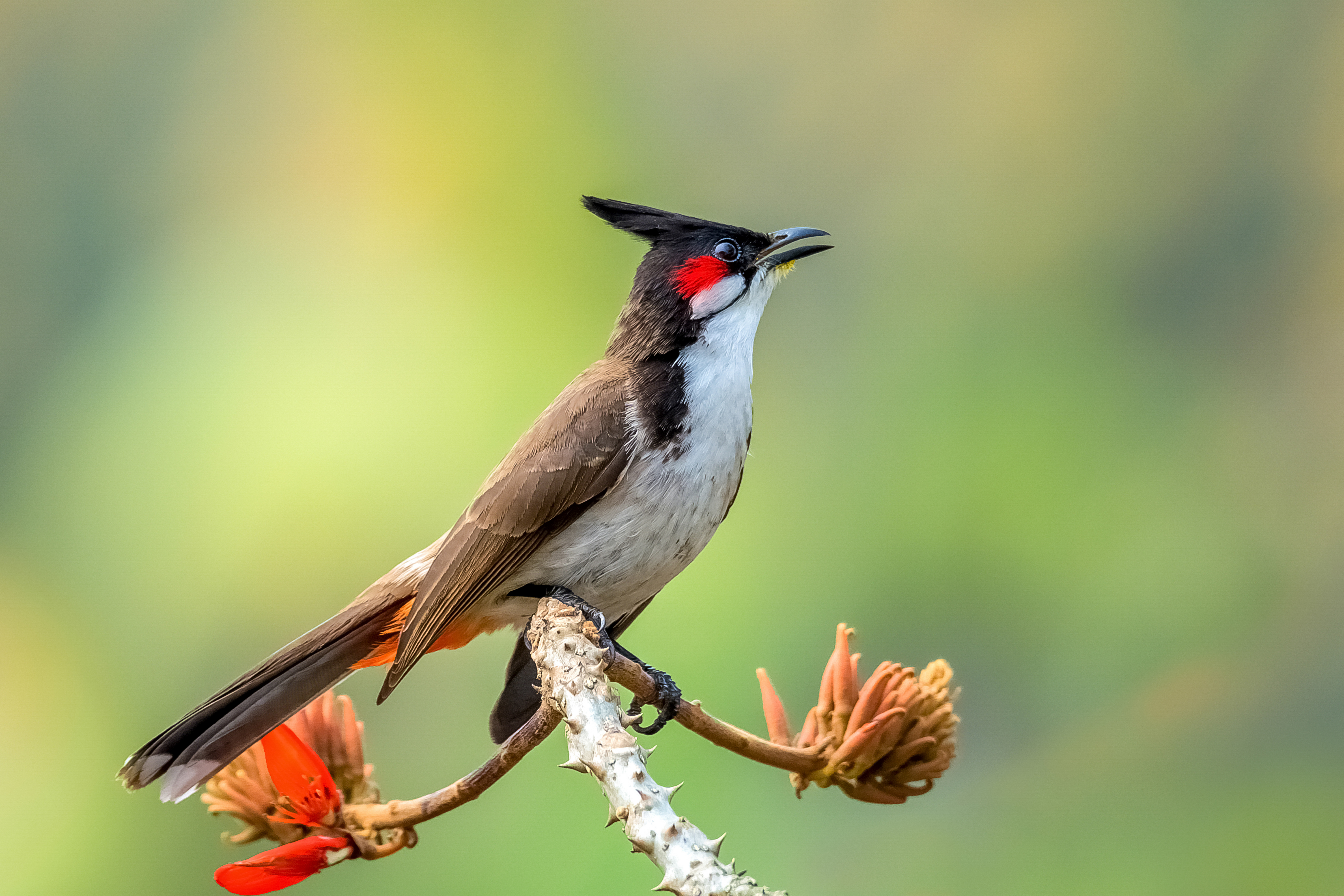
Червоногузий бюльбюль (Національний парк Сатчарі, Бангладеш)

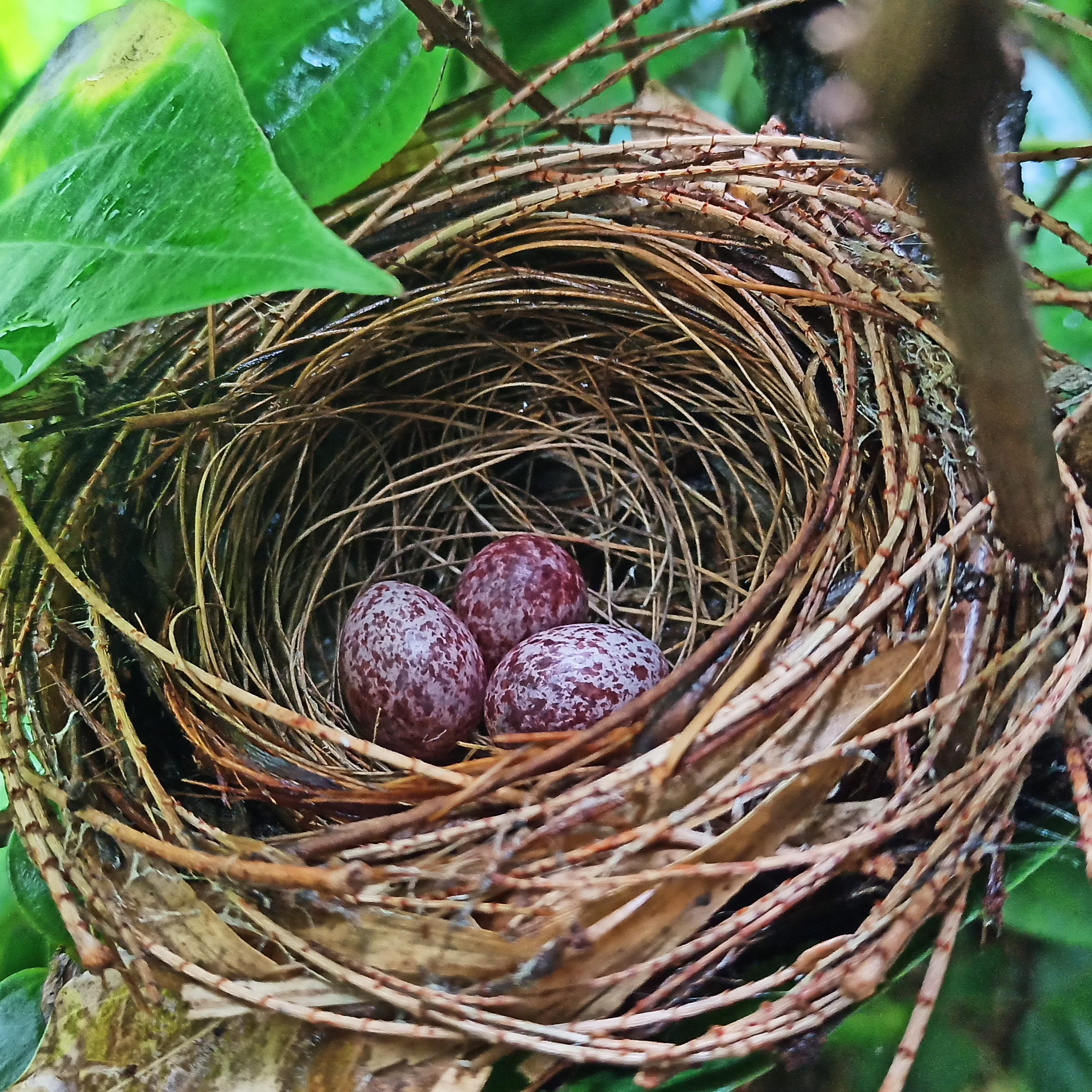
Гніздо червоногузого бюльбюля

Довжина птаха становить 18-22 см, розмах крил 25–28 см, вага 25-42 г. Виду не притаманний статевий диморфізм. Верхня частина тіла коричнева, нижня частина тіла білувата. Боки охристі, на грудях незамкнений "комірець", кінці якого закінчуються на рівні плеч. На голові високий, гострий чуб, на щоках червоні плями, під дзьобом вузькі "вуса". Хвіст довгий, коричневий, кінчики стернових пер білі. Гузка червона. у молодих птахів червоні плями на обличчі відсутні, а гузка рудувато-оранжева. Тривалість життя становить 11 років.

## Таксономія
Червоногузий бюльбюль був науково описаний шведським натуралістом Карлом Ліннеєм в 1758 році в десятому виданні його праці Systema Naturae під біномінальною назвою Lanius jocosus. Видова назва походить від слова лат. ioculus — веселий. При описанні виду Лінней покладався на шведського натураліста Пера Осбека, який до того описав червоногузого бюльбюля під назвою Sitta Chinensis. Лінней вказав Китай як типову місцевість, однак Герберт Гіртон Дейнан в 1948 році обмежив типову місцевість до Гонконгу і Гуандуну.
В неволі були помічені випадки гібридизації червоногузих бюльбюлів з червоночубими, рудогузими, аравійськими, білощокими бюльбюлями і острівними бюльбюлями. Також були зареєстровані випадки лейкізму.

### Підвиди
Виділяють дев'ять підвидів:
- P. j. fuscicaudatus (Gould, 1866) — початково описаний як окремий вид. Поширений в Західній і Центральній Індії. 'Комірець" на грудях майже замкнений, кінець хвоста не білий;
- P. j. abuensis (Whistler, 1931) — поширений на північному заході Індії (типова місцевість — гора Абу[15]). Блідий, "комірець" на грудях незамнений, кінець хвоста не білий;
- P. j. pyrrhotis (Bonaparte, 1850) — початково описавний як окремий вид в роді Ixos. Мешкає в тераях на півночі Індії та в Непалі. Верхня частина тіла блідіша, кінець хвоста білий, "комірець" незамкнений;
- P. j. emeria (Linnaeus, 1758) — початково описавний як окремий вид в роді Motacilla[16]. Поширений від східної Індії до південно-західного Таїланду. Верхня частина тіла коричнева, дзьоб тонкий, чуб довгий (інтродукований на Флориду);
- P. j. whistleri Deignan, 1948 — поширений на Андаманських островах. Верхня частина тіла коричнева, дзьоб товщий, а гребінь короткший, ніж у представників підвиду P. j. emeria;
- P. j. monticola (Horsfield, 1840) — початково описавний як окремий вид в роді Ixos. Поширениі від східних Гімалаїв до північної М'янми і південного Китаю. Верхня частина тіла тьмяніша, ніж у представникуів підвиду P. j. pyrrhotis;
- P. j. jocosus (Linnaeus, 1758) — поширений на південному сході Китаю (від Гуйчжоу до Гуансі, східного Гуандуну і Гонконгу);
- P. j. hainanensis (Hachisuka, 1939) — поширений на острові Хайнань;
- P. j. pattani Deignan, 1948 — поширений від північної М'янми до Малайського півострова через Таїланд і південний Індокитай.

## Поширення і екологія
Червоногузі бюльбюлі мешкають у рідколіссях та інших відкритих місевостях, слабо порослих чагарниками і деревами, а також на полях і плантаціях, в парках і садах. В 1880 році вони були завезені в Сідней Зоологічним і Акліматизаційним товариством. До 1920 року він заселив передмістя. Нині червоногузий бюльбюль зустрічається також поблизу Мельбурна і Аделаїди. Крім Австралії, червоногузі бюльбюлі були інтродукований до Лос-Анджелесу, Флориди та на Гаваї, а також на Маврикій, Маскаренські острови, на острів Успіння, в Саудівській Аравії і Сінгапурі. У Флориді популяція червоногузих бюльбюлів мешкає на невеликій території і може бути легко знищена. Популяцію на острові Успіння було винищено у 2013-2015 роках з метою запобігти колонізації сусіднього острова Альдабра.

## Поведінка
Червоногузі бюльбюлі зустрічаються зграйками. Живляться плодами, бруньками, нектаром, комахами і павуками. На Маврикії, Реюньйоні та у Флориді вони живляться плодами різноманітних інтродукованих рослин. Тривалість сезону розмноження різниться в залежності від місцевості: так, на півночі Індії гніздування триває з березня по жовтень, а на півдні — з грудня по травень. Червоногузі бюльбюлі можуть гніздиться двічі на рік. Перед спарюванням самець танцює перед самицею вигинаючи голову, розпустивши хвіст і опустивши крила. В цей час він проявляє агресію до інших самців і захищає територію площею близько 3000 м². Гніздо має чашоподібну форму, розміщується в чагарниках, на дереві або в тріщинах в будівлях. Воно сплітається з тонких гілочок, корінців і трави та прикрашається різноманітними предметами, зокрема смужками кори, папером або пластиком. В кладці зазвичай від 2 до 4 пістряво-лілових яєць розміром 21×16 мм. Дорослі птахи можуть симулювати травму, щоб відволікти потенційних хижаків від гнізда. Інкубаційний період триває 12-14 днів. Насиджують яйця і доглядають за пташенятами  і самиці, і самці. Пташенят годують гусінню і комахами, з часом вони переходять на плоди і ягоди. Гніздо червоногузих бюльбюлів можуть розорити ворони або рудокрилі коукали. На червоногузих бюльбюлях паразитують збудники пташиної малярії.